# Małachów (Święty Krzyż)
Małachów is een plaats in het Poolse district  Konecki, woiwodschap Święty Krzyż. De plaats maakt deel uit van de gemeente Końskie en telt 140 inwoners.